# Abraham Duarte
Abraham Duarte Muñoz (Hervás, 24 de octubre de 1975) es un físico, informático, investigador y catedrático universitario español, rector de la Universidad Rey Juan Carlos (URJC) desde el 7 de mayo de 2025. También es director de la Escuela Técnica Superior en Ingeniería Informática.

## Biografía
Nacido en Hervás, provincia de Cáceres en 1975, Abraham comenzó sus estudios graduándose en Ciencias Físicas en la Universidad Complutense de Madrid en 1998 con especialidad en Electrónica Posteriormente obtuvo el doctorado en Informática en la Universidad Rey Juan Carlos en 2004, donde desde el año 2000 ha desarrollado su trayectoria docente e investigadora, alcanzando la cátedra en Ciencia de la Computación e Inteligencia Artificial. Ha dirigido grupos de investigación como el GRAFO y ha ocupado diversos cargos de gestión, como director de la ETSII o el de vicerrector.
Está casado y cuenta con dos hijos.
En mayo de 2025 fue elegido nuevo rector de la URJC sucediendo así a Javier Ramos López tras vencer en la segunda vuelta de las elecciones al candidato Fernando Muiña.

### Gestión como rector

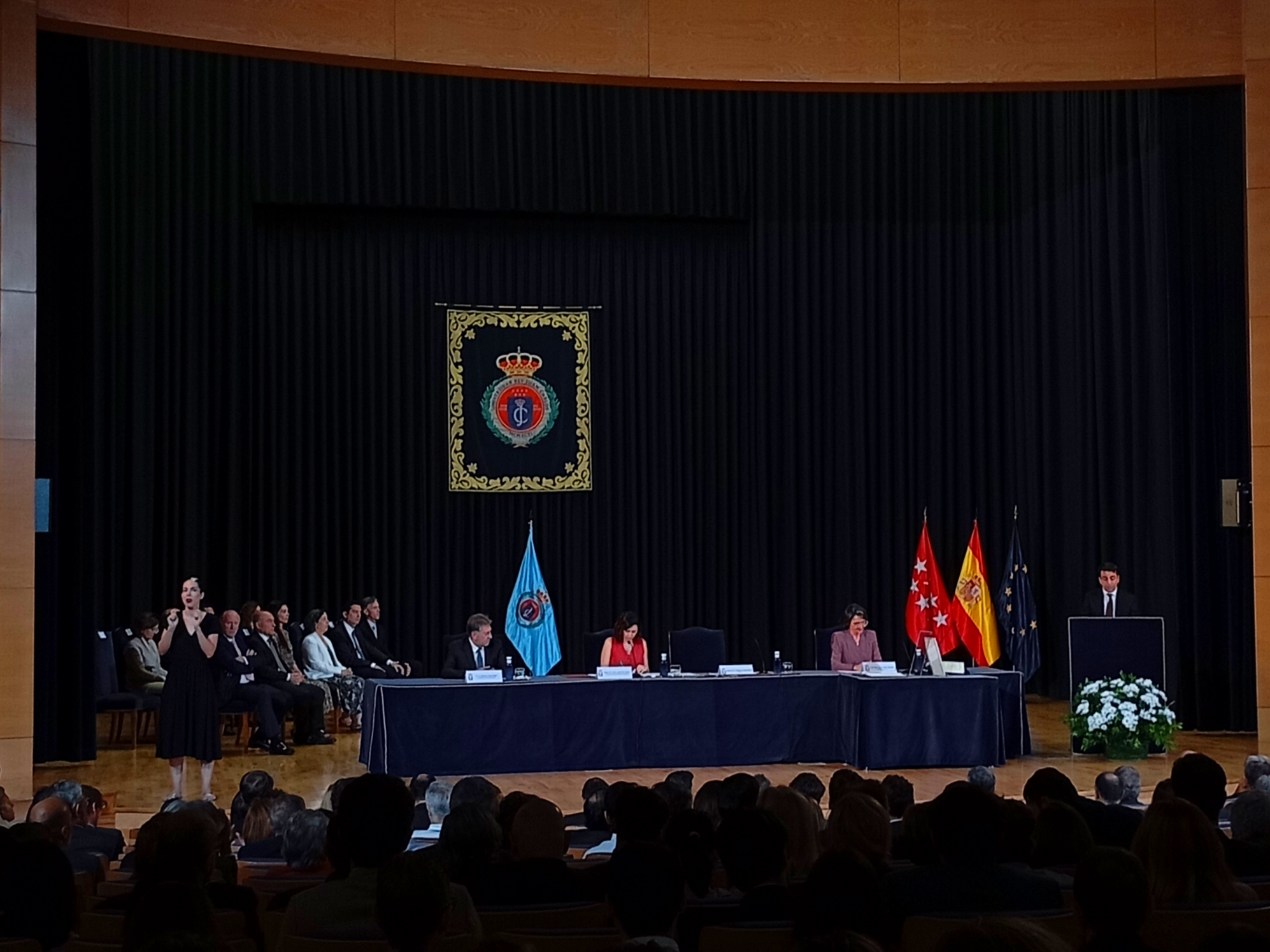
Acto de toma de posesión de Abraham como rector.

El 16 de junio de 2025 tomó de posesión como nuevo rector. Acto en el que solicitó a la presidenta de la Comunidad de Madrid, Díaz Ayuso, un aumento en la financiación para las universidades públicas, petición enmarcada en la controversia generada por el borrador de una nueva ley de educación promovida por su gobierno regional, que propone que parte de la financiación sea privada y basada en objetivos, así como un régimen sancionador estricto en los campus. Duarte defendió la necesidad de obtener recursos suficientes para garantizar la calidad del servicio público educativo, destacando que la URJC es la segunda universidad más grande de la autonomía en número de estudiantes.

## Obras
- La Informática. Presente Y Futuro En La Sociedad (2006).[14]
- Metaheuristicas (2007).[15]